# KFF Apolonia
KFF Apolonia is een Albanese damesvoetbalclub gevestigd in Fier. Ze concurreren in het Albanese damesvoetbalkampioenschap.